# Станова (Кетовський район)
Станова́ (рос. Становая) — присілок у складі Кетовського району Курганської області, Росія. Адміністративний центр Становської сільської ради.
Населення — 441 особа (2010, 443 у 2002).